# Dalbergia chlorocarpa
Dalbergia chlorocarpa é uma espécie vegetal da família Fabaceae.
Apenas pode ser encontrada no seguinte país: Madagáscar.
Está ameaçada por perda de habitat.